# Coupe du monde des nations d'athlétisme 1977
Navigation
Montréal 1979
La 1re coupe du monde des nations d'athlétisme s'est déroulée du 2 au 4 septembre 1977 au Rheinstadion de Düsseldorf en Allemagne de l'Ouest. 34 épreuves figurent au programme de cette compétition (20 masculines et 14 féminines).

## Classement
Trois équipes nationales, chez les hommes, se classent devant les équipes continentales.
Chez les femmes, l'équipe d'Europe s'impose face aux autres continents.
La compétition est notamment marquée par les performances d'Alberto Juantorena, auteur d'un doublé sur 400 et 800 mètres, d'Irina Szewinska, enlevant les 100 et 200 mètres, et de Steve Ovett, vainqueur du 1500 mètres dans le temps de 3 min 34 s 45, nouveau record de Grande-Bretagne [1].
| Rang | Pays ou continent    | Points |
| ---- | -------------------- | ------ |
| 1    | Allemagne de l'Est   | 127    |
| 2    | États-Unis           | 120    |
| 3    | Allemagne de l'Ouest | 112    |
| 4    | Europe               | 111    |
| 5    | Amérique             | 92     |
| 6    | Afrique              | 78     |
| 7    | Océanie              | 48     |
| 8    | Asie                 | 44     |

| Rang | Pays ou continent  | Points |
| ---- | ------------------ | ------ |
| 1    | Europe             | 109    |
| 2    | Allemagne de l'Est | 93     |
| 3    | Union soviétique   | 90     |
| 4    | États-Unis         | 60     |
| 5    | Amériques          | 56     |
| 6    | Océanie            | 46     |
| 7    | Afrique            | 32     |
| 8    | Asie               | 30     |

## Résultats

### Hommes
| Épreuve           | Or                                                                                    | Or             | Argent                                                                    | Argent         | Bronze                                                                  | Bronze         |
| ----------------- | ------------------------------------------------------------------------------------- | -------------- | ------------------------------------------------------------------------- | -------------- | ----------------------------------------------------------------------- | -------------- |
| 100 m             | Steve Williams États-Unis                                                             | 10 s 13        | Eugen Ray Allemagne de l'Est                                              | 10 s 15        | Silvio Leonard Cuba Amériques                                           | 10 s 19        |
| 200 m             | Clancy Edwards États-Unis                                                             | 20 s 17        | Pietro Mennea Italie Europe                                               | 20 s 17        | Silvio Leonard Cuba Amériques                                           | 20 s 30        |
| 400 m             | Alberto Juantorena Cuba Amériques                                                     | 45 s 36        | Volker Beck Allemagne de l'Est                                            | 45 s 50        | Robert Taylor États-Unis                                                | 45 s 57        |
| 800 m             | Alberto Juantorena Cuba Amériques                                                     | 1 min 44 s 04  | Mike Boit Kenya Afrique                                                   | 1 min 44 s 14  | Willi Wülbeck Allemagne de l'Ouest                                      | 1 min 45 s 47  |
| 1 500 m           | Steve Ovett Royaume-Uni Europe                                                        | 3 min 34 s 45  | Thomas Wessinghage Allemagne de l'Ouest                                   | 3 min 35 s 98  | Jürgen Straub Allemagne de l'Est                                        | 3 min 37 s 50  |
| 5 000 m           | Miruts Yifter Éthiopie Afrique                                                        | 13 min 13 s 82 | Marty Liquori États-Unis                                                  | 13 min 15 s 06 | David Fitzsimons Australie Océanie                                      | 13 min 17 s 42 |
| 10 000 m          | Miruts Yifter Éthiopie Afrique                                                        | 28 min 32 s 31 | Jörg Peter Allemagne de l'Est                                             | 28 min 34 s 00 | Jos Hermens Pays-Bas Europe                                             | 28 min 35 s 00 |
| 110 m haies       | Thomas Munkelt Allemagne de l'Est                                                     | 13 s 41        | Alejandro Casañas Cuba Amériques                                          | 13 s 50        | Charles Foster États-Unis                                               | 13 s 51        |
| 400 m haies       | Edwin Moses États-Unis                                                                | 47 s 58        | Volker Beck Allemagne de l'Est                                            | 48 s 83        | Harald Schmid Allemagne de l'Ouest                                      | 48 s 85        |
| 3 000 m steeple   | Michael Karst Allemagne de l'Ouest                                                    | 8 min 21 s 60  | Eshetu Tura Éthiopie Afrique                                              | 8 min 22 s 50  | George Malley États-Unis                                                | 8 min 25 s 20  |
| 4 × 100 m         | États-Unis Bill Collins Steve Riddick Cliff Wiley Steve Williams                      | 38 s 03 WR     | Allemagne de l'Est Manfred Kokot Eugen Ray Detlef Kübeck Alexander Thieme | 38 s 57        | Amériques Rui da Silva Silvio Leonard Don Quarrie Osvaldo Lara          | 38 s 56        |
| 4 × 400 m         | Allemagne de l'Ouest Lothar Krieg Franz-Peter Hofmeister Harald Schmid Bernd Herrmann | 3 min 1 s 34   | Europe Josip Alebić Francis Demarthon David Jenkins Ryszard Podlas        | 3 min 2 s 47   | Amériques Delmo da Silva Fred Sowerby Brian Saunders Alberto Juantorena | 3 min 2 s 66   |
| Saut en hauteur   | Rolf Beilschmidt Allemagne de l'Est                                                   | 2,30 m         | Dwight Stones États-Unis                                                  | 2,27 m         | Jacek Wszoła Pologne Europe                                             | 2,24 m         |
| Saut à la perche  | Mike Tully États-Unis                                                                 | 5,60 m         | Władysław Kozakiewicz Pologne Europe                                      | 5,55 m         | Axel Weber Allemagne de l'Est                                           | 5,30 m         |
| Saut en longueur  | Arnie Robinson États-Unis                                                             | 8,19 m         | Hans Baumgartner Allemagne de l'Ouest                                     | 7,96 m         | Charlton Ehizuelen Nigeria Afrique                                      | 7,89 m         |
| Triple saut       | João Carlos de Oliveira Brésil Amériques                                              | 16,68 m        | Anatoli Piskouline Union soviétique Europe                                | 16,61 m        | Klaus Hufnagel Allemagne de l'Est                                       | 16,43 m        |
| Lancer du poids   | Udo Beyer Allemagne de l'Est                                                          | 21,74 m        | Reijo Ståhlberg Finlande Europe                                           | 20,46 m        | Ralf Reichenbach Allemagne de l'Ouest                                   | 19,97 m        |
| Lancer du disque  | Wolfgang Schmidt Allemagne de l'Est                                                   | 67,14 m        | Mac Wilkins États-Unis                                                    | 66,64 m        | Hein-Direck Neu Allemagne de l'Ouest                                    | 62,64 m        |
| Lancer du marteau | Karl-Hans Riehm Allemagne de l'Ouest                                                  | 75,64 m        | Jochen Sachse Allemagne de l'Est                                          | 75,40 m        | Peter Farmer Australie Océanie                                          | 73,92 m        |
| Lancer du javelot | Michael Wessing Allemagne de l'Ouest                                                  | 87,46 m        | Wolfgang Hanisch Allemagne de l'Est                                       | 84,28 m        | Miklós Németh Hongrie Europe                                            | 80,82 m        |

### Femmes
| Event             | Or                                                                         | Or            | Argent                                                                           | Argent        | Bronze                                                                                   | Bronze        |
| ----------------- | -------------------------------------------------------------------------- | ------------- | -------------------------------------------------------------------------------- | ------------- | ---------------------------------------------------------------------------------------- | ------------- |
| 100 m             | Marlies Oelsner Allemagne de l'Est                                         | 11 s 16       | Sonia Lannaman Royaume-Uni Europe                                                | 11 s 26       | Silvia Chivás Cuba Amériques                                                             | 11 s 34       |
| 200 me            | Irena Szewińska Pologne Europe                                             | 22 s 72       | Bärbel Eckert Allemagne de l'Est                                                 | 23 s 02       | Tetyana Prorochenko Union soviétique                                                     | 23 s 26       |
| 400 m             | Irena Szewińska Pologne Europe                                             | 49 s 52       | Marita Koch Allemagne de l'Est                                                   | 49 s 76       | Marina Sidorova Union soviétique                                                         | 51 s 29       |
| 800 m             | Totka Petrova Bulgarie Europe                                              | 1 min 59 s 20 | Christine Liebetrau Allemagne de l'Est                                           | 1 min 59 s 47 | Svetlana Styrkina Union soviétique                                                       | 1 min 59 s 72 |
| 1 500 m           | Tatyana Kazankina Union soviétique                                         | 4 min 12 s 74 | Francie Larrieu États-Unis United States                                         | 4 min 13 s 00 | Ulrike Bruns Allemagne de l'Est                                                          | 4 min 13 s 10 |
| 3 000 m           | Grete Waitz Norvège Europe                                                 | 8 min 43 s 50 | Lyudmila Bragina Union soviétique                                                | 8 min 46 s 30 | Jan Merrill États-Unis United States                                                     | 8 min 46 s 60 |
| 100 m haies       | Grażyna Rabsztyn Pologne Europe                                            | 12 s 70       | Johanna Klier Allemagne de l'Est                                                 | 12 s 86       | Lyubov Nikitenko Union soviétique                                                        | 12 s 87       |
| 4 × 100 m         | Europe Elvira Possekel Andrea Lynch Annegret Richter Sonia Lannaman        | 42 s 51       | Allemagne de l'Est Monika Hamann Romy Schneider Ingrid Brestrich Marlies Oelsner | 42 s 65       | Union soviétique Vera Anisimova Lyudmila Maslakova Marina Sidorova Lyudmila Storozhkova  | 42 s 91       |
| 4 × 400 m         | Allemagne de l'Est Bettina Popp Barbara Krug Christina Brehmer Marita Koch | 3 min 24 s 04 | Europe Rita Bottiglieri Donna Hartley Dagmar Furhmann Irena Szewińska            | 3 min 25 s 80 | Union soviétique Lyudmila Aksyonova Natalya Sokolova Tetyana Prorochenko Marina Sidorova | 3 min 27 s 00 |
| Saut en hauteur   | Rosemarie Ackermann Allemagne de l'Est                                     | 1,98 m        | Sara Simeoni Italie Europe                                                       | 1,92 m        | Debbie Brill Canada Amériques                                                            | 1,89 m        |
| Saut en longueur  | Lyn Jacenko Australie Océanie                                              | 6,54 m        | Jarmila Nygrýnová Tchécoslovaquie Europe                                         | 6,48 m        | Tetyana Skachko Union soviétique                                                         | 6,48 m        |
| Lancer du poids   | Helena Fibingerová Tchécoslovaquie Europe                                  | 20,63 m       | Svitlana Krachevska Union soviétique                                             | 20,39 m       | Maren Seidler États-Unis United States                                                   | 15,50 m       |
| Lancer du disque  | Faïna Veleva Union soviétique                                              | 68,10 m       | Argentina Menis Roumanie Europe                                                  | 63,38 m       | Sabine Engel Allemagne de l'Est                                                          | 63,12 m       |
| Lancer du javelot | Ruth Fuchs Allemagne de l'Est                                              | 62,36 m       | Nadezhda Yakubovich Union soviétique                                             | 62,02 m       | Tessa Sanderson Royaume-Uni Europe                                                       | 60,30 m       |